# Євсевій Емесський
Євсевій Емесський (бл. 300 – бл. 360) — учений церковник грецької церкви та учень Євсевія Кесарійського. Він народився в Едесі (сучасна південно-східна Туреччина) і став єпископом Емеси (у сучасній Сирії). Латинська форма його імені — Євсевій Емесенус.
Отримавши ранню освіту в рідному місті, він вивчав теологію в Кесарії в Палестині й Антіохії, а також філософію та науку в Александрії. Серед його вчителів були Євсевій Кесарійський і Патрофіл Скіфопольський.
Репутація, яку він здобув завдяки вченості та красномовству, привела до того, що на початку 339 р. йому запропонували осідку в Александрії після скинутого Афанасія, але він відмовився, і Антіохійська рада вибрала Григорія Каппадокійського, «придатного агента для грубої роботи, яку потрібно зробити». Євсевій прийняв невелике єпископство Емеси (сучасний Хомс), але його здібності математика та астронома спонукали його паству звинуватити його в чаклунстві, і йому довелося втекти до Лаодикії (сучасна Латакія). Антіохійський патріарх здійснив примирення, але традиція свідчить, що Євсевій нарешті відмовився від своєї опіки і жив в Антіохії старанним життям.
Його слава як астролога звернула на нього увагу римського імператора Констанція II, у якого він став великим улюбленцем, супроводжуючи в багатьох його експедиціях. Богословські симпатії Євсевія були до напіваріанської сторони, але його інтерес до суперечки був несильним. Його життя описав його друг Георгій Лаодикійський. Він був людиною надзвичайної вченості, великого красномовства та значної інтелектуальної сили, але з його численних творів зараз збереглися лише деякі фрагменти.
Збереглася значна кількість його проповідей, хоча вони не завжди вважалися його твором. Бутьєрт знайшов рукопис у Труа в 1914 році, що містить латинський переклад деяких проповідей. Існує також збірка вірменською мовою, поєднана з деякими проповідями Северіана Гавальського.